# Ricardo Martínez
Ricardo Martínez Quiroz (Città del Messico, 7 aprile 1966) è un ex calciatore messicano, di ruolo portiere.

## Carriera

### Club
Ha trascorso l'intera carriera nel campionato messicano.

### Nazionale
Ha vinto la CONCACAF Gold Cup nel 1998.